# 熱那亞布利吉奧萊車站
熱那亞布利吉奧萊車站（義大利語：Stazione di Genova Brignole）是意大利热那亚的一座鐵路車站，與热那亚王子广场车站同為該城的主要車站。每日平均有60,000名乘客利用。
車站最初建於1868年，目前的車站建築則於1905年，配合熱那亞國際博覽會舉辦而開放。2012熱那亞地鐵延伸後可於該站轉乘。